# Povljana
Povljana (italienisch Pogliana) ist eine Gemeinde in Kroatien in der Gespanschaft Zadar.

## Lage und Einwohner
Povljana liegt im südlichen Teil der Insel Pag an der Küste. Gegenüber liegt die Insel Vir, getrennt durch den Kanal von Povljana (kroatisch Kanal Nova Povljana, italienisch Canale di Povljana Nuova). Die Lage schützt die Gemeinde vor starken Winden wie die Bora und den Jugo.
Die Gemeinde Povljana hat 759 Einwohner (Volkszählung 2011) und lebt hauptsächlich vom Tourismus.

## Geschichte
Seit der Römerzeit ist Povljana besiedelt, wie Ausgrabungen in Stara Povljana (Alt-Povljana) bezeugen.
Seit 1954 hat der Tourismus an Bedeutung gewonnen. Povljana zählt zu den größeren Tourismusorten auf der Insel Pag.

## Verkehr
Povljana ist über seinen Hafen oder über zwei Landstraßen zu erreichen, die südöstlich Pag von der D106 abzweigen.